# Penikufesin
Penikufesin ist eine Extended Play der amerikanischen Thrash-Metal-Band Anthrax. Sie erschien im August 1989 über Island Records exklusiv in Europa und Japan. Sie enthält neben einem Lied vom Album State of Euphoria ausschließlich Coverversionen.

## Entstehungsgeschichte
Während der Sessions zu State of Euphoria nahm die Band verschiedene Coverversionen auf, die im August 1989 in Europa und Japan als EP Penikufesin veröffentlicht wurden. Die EP beginnt mit der Albumversion von Now It’s Dark. Die Stücke Antisocial und Sects stammen von der französischen Rockband Trust. Zu Antisocial singt die Band den französischen Originaltext. Das Stück Friggin’ in the Riggin’ ist ein englisches Trinklied, das Soldaten nach dem Ersten Weltkrieg in die USA mitbrachten, der Originaltitel lautet Good Ship Venus. Grundlage für die Version von Anthrax ist die von Steve Jones mit den Sex Pistols 1979 veröffentlichte Fassung. Das Stück Parasite stammt von Kiss und wurde als zweiter Titel ihrer 1974er Platte Hotter than Hell veröffentlicht.
Das letzte Stück Pipeline ist ein Instrumental, wurde von Brian Carman und Bob Spickard geschrieben und erstmals 1963 von The Chantays aufgenommen. Auf der Attack of the Killer B’s erklären Anthrax allerdings von einer Version von The Ventures beeinflusst worden zu sein, die (ebenfalls 1963) auf deren Album Surfing veröffentlicht wurde.
Der Titel der EP ist eine Verballhornung von Nice fucking EP zu Nise fukin EP (rückwärts gelesen). Der Titel ist angelehnt an das Stück Efilnikufesin (N.F.L.) (dort: Nice fucking life) vom Album Among the Living.
In den USA wurden die Lieder Parasite, Sects und Pipeline erstmals auf der 1991er Kompilation Attack of the Killer B’s veröffentlicht.

## Titelliste
1. Now It’s Dark – 5:34 (Anthrax)
2. Antisocial (French Version) – 4:26 (Bernie Bonvoisin, Norbert Krief)
3. Friggin in the Riggin – 5:18 (Traditional, abgeänderte Fassung: Steve Jones, neue Version: Anthrax)
4. Parasite – 3:14 (Ace Frehley)
5. Sects – 3:06 (Bernie Bonvoisin, Norbert Krief)
6. Pipeline – 2:00 (Brian Carman, Bob Spickard)

Auf der Extended Play wurden fälschlicherweise The Ventures als Komponisten von Pipeline angegeben. Auf verschiedenen Pressungen wurde außerdem bei Sects der französische Artikel le dem Lied vorangestellt.